# Unione Sportiva Cremonese 1967-1968
Questa voce raccoglie le informazioni riguardanti l'Unione Sportiva Cremonese nelle competizioni ufficiali della stagione 1967-1968.

## Stagione
Nella stagione 1967-1968 la Cremonese ha disputato il girone B del campionato di Serie D, lo ha vinto con 48 punti ed è stata promossa in Serie C, seconde a quattro lunghezze Derthona e Pergolettese. Sono retrocesse tra i dilettanti la Beretta di Gardone Valtrompia, il Guastalla ed il Saronno.
La Cremonese risale subito in Serie C ma perde il primo derby provinciale con la Leoncelli di Vescovato che sbanca clamorosamente lo Zini (1-2) il 1º Ottobre 1967. Il presidente Domenico Luzzara prende in mano la società, la panchina è affidata al fratello del grande portiere Valerio Bacigalupo Manlio Bacigalupo, un tecnico che punta decisamente sui giovani. La Cremonese di questa stagione è di fatto composta da molti giovani del vivaio, cremonesi di nascita, come quella dei pionieri a cavallo della prima guerra mondiale. Dopo lo scivolone con la Leoncelli riprende la marcia, al termine del girone di andata è terza dietro a Pergolettese e Derthona. Nel girone di ritorno pareggio a Vescovato (1-1), poi inizia la rincorsa, il 5 maggio la vittoria (1-0) contro il Fanfulla firmata da Mondonico significa primo posto solitario in classifica, che sarà sigillato con il (4-2) rifilato al Derthona nella penultima giornata del torneo. Si chiude il campionato con quattro lunghezze di vantaggio su Derthona e Pergolettese e si ritorna subito in Serie C. Con 17 reti in 26 partite Emiliano Mondonico è sempre più determinante e risulta il miglior realizzatore stagionale dei grigiorossi.

## Rosa
| N. |                   | Ruolo | Calciatore           |
| -- | ----------------- | ----- | -------------------- |
|    | Italia (bandiera) | D     | Alberto Anceschi     |
|    | Italia (bandiera) | P     | Pierluigi Bellardi   |
|    | Italia (bandiera) | C     | Costantino Belloni   |
|    | Italia (bandiera) | D     | Giuseppe Borsotti    |
|    | Italia (bandiera) | A     | Sergio Bulla         |
|    | Italia (bandiera) | C     | Giuseppe Caraffini   |
|    | Italia (bandiera) | C     | Luciano Cesini       |
|    | Italia (bandiera) | D     | Alfredo Gallini      |
|    | Italia (bandiera) | A     | Luigi Gibellini      |
|    | Italia (bandiera) | P     | Giampietro Michelini |

| N. |                   | Ruolo | Calciatore         |
| -- | ----------------- | ----- | ------------------ |
|    | Italia (bandiera) | C     | Ernesto Minozzi    |
|    | Italia (bandiera) | A     | Emiliano Mondonico |
|    | Italia (bandiera) | C     | Franco Nicolini    |
|    | Italia (bandiera) | C     | Franco Ravani      |
|    | Italia (bandiera) | A     | Giacomo Rossi      |
|    | Italia (bandiera) | C     | Mauro Sudati       |
|    | Italia (bandiera) | A     | Attilio Tassi      |
|    | Italia (bandiera) | D     | Giovanni Vecchi    |
|    | Italia (bandiera) | C     | Sergio Velmini     |
|    | Italia (bandiera) | A     | F. Velmini         |

## Risultati

### Girone di andata
| Arbitro: | Andreoli (Padova) |

|             |           |                                               |
| Lanzoni 39’ | Marcatori | 17’ Tassi 73’ (aut.) Salvaterra 76’ Mondonico |

| Arbitro: | Varnero (Alessandria) |

|                      |           |                             |
| Mondonico 14’ (rig.) | Marcatori | 3’ Cappelletti 15’ Lanzetti |

| San Secondo Parmense 8 ottobre 1967 3ª giornata | San Secondo       | 0 – 0 | Cremonese | Stadio Comunale\| Arbitro: \| Laurenti (Padova) \| |
| Arbitro:                                        | Laurenti (Padova) |       |           |                                                    |

| Cremona 15 ottobre 1967 4ª giornata | Cremonese        | 0 – 0 | Guastalla | Stadio Giovanni Zini\| Arbitro: \| Vaccaro (Torino) \| |
| Arbitro:                            | Vaccaro (Torino) |       |           |                                                        |

| Arbitro: | Chiapponi (Livorno) |

|  |           |           |
|  | Marcatori | 68’ Rossi |

| Arbitro: | Andreatta (Trento) |

|           |           |  |
| Rossi 58’ | Marcatori |  |

| Arbitro: | Mozzon (Pordenone) |

|  |           |          |
|  | Marcatori | 1’ Rossi |

| Arbitro: | Toso (Cervignano del Friuli) |

|                                  |           |  |
| Mondonico 9’ Dell'Omo 60’ (aut.) | Marcatori |  |

| Gallarate 19 novembre 1967 9ª giornata | Gallaratese   | 0 – 0 | Cremonese | Stadio Azalee\| Arbitro: \| Oca (Bologna) \| |
| Arbitro:                               | Oca (Bologna) |       |           |                                              |

| Arbitro: | Crista (Livorno) |

|                    |           |  |
| Mondonico 10’, 70’ | Marcatori |  |

| Arbitro: | Albertini (Torino) |

|            |           |  |
| Vecchi 87’ | Marcatori |  |

| Sesto San Giovanni 10 dicembre 1967 12ª giornata | Pro Sesto          | 0 – 0 | Cremonese | Stadio Breda\| Arbitro: \| Veronese (Venezia) \| |
| Arbitro:                                         | Veronese (Venezia) |       |           |                                                  |

| Arbitro: | Chiapponi (Livorno) |

|                                |           |                         |
| Mondonico 24’ (rig.) Tassi 58’ | Marcatori | 17’ Frassi 56’ Basilico |

| Arbitro: | Baioni (Treviglio) |

|          |           |  |
| Sala 22’ | Marcatori |  |

| Arbitro: | Barra (Potenza) |

|                              |           |             |
| Mondonico 38’, 85’ Tassi 62’ | Marcatori | 72’ Poretti |

| Arbitro: | Tabanelli (Ravenna) |

|                                              |           |              |
| Moro 40’ Nordio 55’ Canepa 59’ Zapparoli 68’ | Marcatori | 22’ Nicolini |

| Arbitro: | Lupi (Genova) |

|             |           |  |
| Belloni 27’ | Marcatori |  |

### Girone di ritorno
| Arbitro: | Lizier (Ivrea) |

|          |           |                  |
| Bulla 4’ | Marcatori | 78’ (rig.) Carra |

| Arbitro: | Testuzza (Genova) |

|                |           |           |
| Bertulessi 65’ | Marcatori | 43’ Rossi |

| Arbitro: | Lenardon (Siena) |

|                      |           |  |
| Vecchi 59’ Rossi 75’ | Marcatori |  |

| Arbitro: | Zecchini (Torino) |

|             |           |                          |
| Nundini 51’ | Marcatori | 40’, 53’ Bulla 83’ Rossi |

| Arbitro: | Alberti (Genova) |

|               |           |                 |
| Mondonico 52’ | Marcatori | 68’ (rig.) Coli |

| Arbitro: | Lattanzi (Roma) |

|             |           |                              |
| Dallari 55’ | Marcatori | 63’, 71’ Mondonico 85’ Bulla |

| Arbitro: | Pozzo (Udine) |

|                      |           |  |
| Mondonico 42’ (rig.) | Marcatori |  |

| Arbitro: | Andreoli (Padova) |

|              |           |                            |
| Lanzetti 50’ | Marcatori | 37’ (rig.) Tassi 65’ Rossi |

| Arbitro: | Pedretti (Modena) |

|                |           |             |
| Bulla 40’, 85’ | Marcatori | 70’ Mariani |

| Arbitro: | Delle Case (Roma) |

|                                            |           |           |
| Negri 25’ (rig.), 32’ (rig.) Guarnieri 89’ | Marcatori | 52’ Tassi |

| Arbitro: | Crista (Livorno) |

|            |           |            |
| Vitali 24’ | Marcatori | 61’ Vecchi |

| Arbitro: | Gallego (Treviso) |

|                                 |           |  |
| Mondonico 64’ (rig.) Vecchi 78’ | Marcatori |  |

| Arbitro: | Lupi (Genova) |

|             |           |           |
| Ferrari 90’ | Marcatori | 58’ Rossi |

| Arbitro: | Veronese (Venezia) |

|              |           |  |
| Mondonico 3’ | Marcatori |  |

| Arbitro: | Levrero (Genova) |

|  |           |           |
|  | Marcatori | 37’ Rossi |

| Arbitro: | Lattanzi (Roma) |

|                                         |           |                                 |
| Rossi 8’ Mondonico 35’, 72’ (rig.), 82’ | Marcatori | 83’ (rig.), 88’ (rig.) Colondri |

| Arbitro: | Guazzotti (Alessandria) |

|                          |           |  |
| Mapelli 48’ Barzetti 70’ | Marcatori |  |